# محمدنعیم رحیمی
محمدنعیم رحیمی (زادهٔ ۴ آوریل ۱۹۹۴ در شیراز) بازیکن فوتبال اهل افغانستان است.
از باشگاه‌هایی که در آن بازی کرده‌است می‌توان به باشگاه فوتبال تامپینس روفرز اشاره کرد.
وی همچنین در تیم ملی فوتبال افغانستان بازی کرده‌است.